# إف. إتش. تونكين
إف. إتش. تونكين هو سياسي أمريكي، ولد في 31 مارس 1875، وتوفي في 20 مايو 1938 في سياتل في الولايات المتحدة. نشط حزبياً في الحزب الجمهوري. وقد انتخب عضو مجلس نواب واشنطن ‏.